# Drury Lane

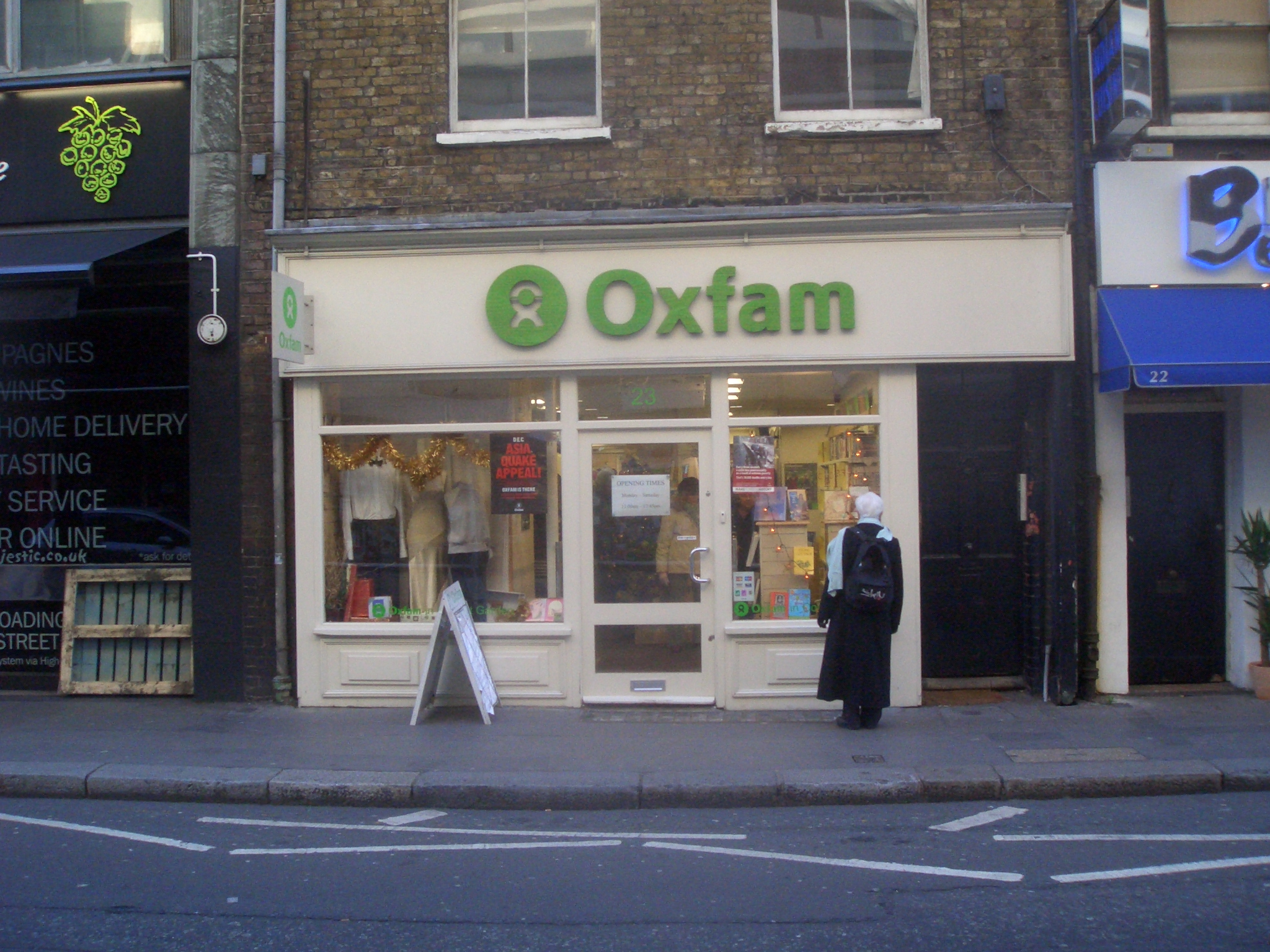
Tienda Oxfam en Drury Lane.

Drury Lane es una calle en la zona del Covent Garden de Londres, entre Aldwych y High Holborn. La parte norte está en el barrio de Camden y la parte sur en la Ciudad de Westminster. 
Recibió su nombre originalmente por la familia Drury, propietarios de una gran casa aquí durante el período Tudor. En los siglos XVI y XVII era una dirección distinguida, pero en el siglo XVIII se convirtió en una de las peores barriadas de Londres, dominada por la prostitución y las tabernas donde se vendía ginebra. Con el tiempo, la zona fue saneada para permitir el desarrollo de Kingsway y Aldwych.
El nombre de la calle se usa a menudo para referirse al Teatro Real de Drury Lane, ubicado en la calle desde el siglo XVII. En la calle también se encuentra el New London Theatre.
Drury Lane aparece también mencionada en "The Muffin Man", una canción tradicional infantil inglesa.
- Datos: Q1261392
- Multimedia: Drury Lane / Q1261392